# Strophostyles angulosa
Strophostyles angulosa là một loài thực vật có hoa trong họ Đậu. Loài này được (Muhl. ex Willd.) Elliott miêu tả khoa học đầu tiên năm 1823.